# Otogi Manga Calendar
Otogi Manga Calendar (おとぎマンガカレンダー, Otogi Manga Karendā) est un anime en noir et blanc diffusé au Japon de 1961 à 1964. Il s'agit de la première série d'animation à être diffusée à la télévision.

## Description
Par le biais d'épisodes en noir et blanc de quelques minutes, la série Instant History, et sa suite Otogi Manga Calendar (おとぎマンガカレンダー, Otogi Manga Karendā) retracent et expliquent des événements historiques, tenant à répondre à la question suivante : « que s'est-il passé à cette date de l'histoire ? ». Afin d'y répondre, le réalisateur Ryuichi Yokoyama a recours à l'animation, mais également à des photographies, ainsi qu'à des séquences cinématographiques.

## Diffusion

### 1961-1962:Instant History
En 1961, Fuji TV offre la première série d'animation télévisée en diffusant Instant History. Dans ce premier format, chaque épisode compte 3 minutes et est sponsorisé par l'entreprise Meiji Seika, un fabricant de confiseries.

### 1962-1964:Otogi Manga Calendar
En 1962, Instant History est transféré sur TBS TV et s'appelle désormais Otogi Manga Calendar. Ses épisodes font désormais 5 minutes et sont sponsorisés par une nouvelle entreprise de l'agroalimentaire, la bière Kirin. Si sa diffusion est arrêtée en 1964, certains de ses épisodes sont repris dans la série de 1966, Monoshiri daigaku : Ashita no Calendar.

## Annexe